# 臺南麗池大樓
臺南麗池大樓；是位於台南市永康區中山路的超高層住宅大樓，樓高26層，龍碁開發公司建造。

## 結構
採用鋼筋混凝土（RC）構築，3至26層為住宅（樓中樓式）；一、二樓為店面設計，內有社區公共活動空間，地下停車場至B2，含平面式以及機械式停車位。

## 位置
位於臺鐵永康車站附近，前方道路為15米之中山路；建物在國道一號永康交流道附近路段(東側)即可見

## 鄰近
- 永康車站
- 永康區公所
- 台南市永康國民中學
- 台南市永康國民小學
- 統一集團總部